# Molgula pila
Molgula pila is een zakpijpensoort uit de familie van de Molgulidae. De wetenschappelijke naam van de soort is voor het eerst geldig gepubliceerd in 1985 door het echtpaar Claude en Francoise Monniot.